# میکله گایا
میکله گایا (ایتالیایی: Michele Gaia؛ زادهٔ ۲۷ اوت ۱۹۸۵ ‏(۳۹ سال)) دوچرخه‌سوار اهل ایتالیا است.